# New Scientist
New Scientist е седмично научнопопулярно списание на английски език. От 1996 г. се поддържа сайт, на който се публикуват текущи изследвания в науката и технологиите за широк кръг читатели. Основано е през 1956 г. и се печата от издателство Reed Business Information. Главният офис е в Лондон. Публикуват се американско, британско, австралийско и руско издания.
За разлика от списания като Science или Nature, New Scientist публикува и статии, които не са преминали рецензиране. Съдържанието на списанието следи текущите изследвания и новости в науката, до спекулации на технически и философски теми.